# Scotodrymadusa
Scotodrymadusa is een geslacht van rechtvleugeligen uit de familie sabelsprinkhanen (Tettigoniidae). De wetenschappelijke naam van dit geslacht is voor het eerst geldig gepubliceerd in 1939 door Ramme.

## Soorten
Het geslacht Scotodrymadusa omvat de volgende soorten:
- Scotodrymadusa annulicornis Uvarov, 1922
- Scotodrymadusa cincta Bey-Bienko, 1958
- Scotodrymadusa crenulata Uvarov, 1939
- Scotodrymadusa ebneri Ramme, 1939
- Scotodrymadusa gedrosica Bey-Bienko, 1958
- Scotodrymadusa maculata Ebner, 1912
- Scotodrymadusa ozkani Erman & Salman, 1990
- Scotodrymadusa persa Uvarov, 1917
- Scotodrymadusa persica Chopard, 1921
- Scotodrymadusa philbyi Uvarov, 1927
- Scotodrymadusa satunini Uvarov, 1916
- Scotodrymadusa syriaca Pictet, 1888